# Sibylle Plogstedt

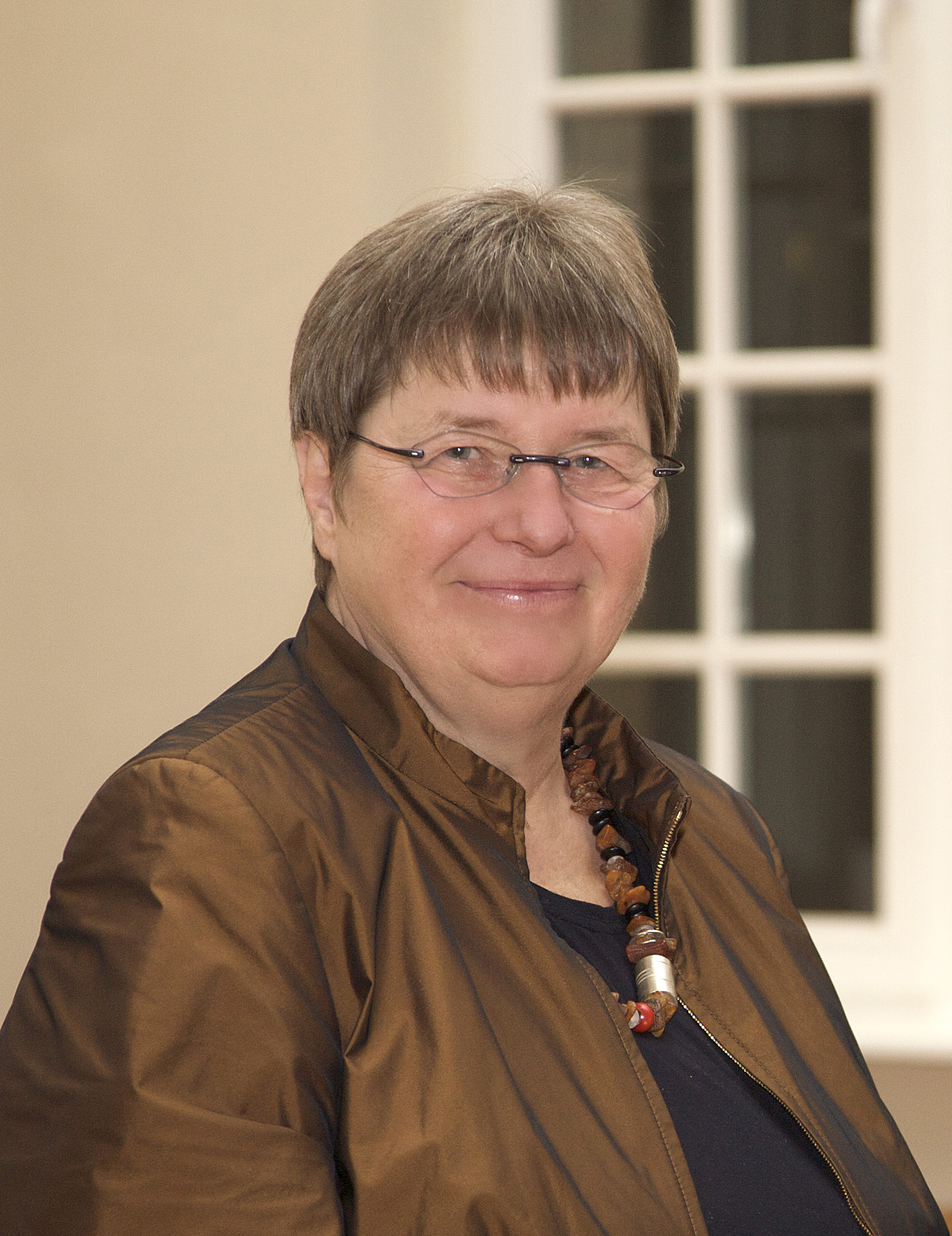
Sibylle Plogstedt (2011)

Sibylle Plogstedt (* 2. November 1945 in Berlin) ist eine deutsche Journalistin und Publizistin. Sie war Mitglied des Sozialistischen Deutschen Studentenbundes und während des Prager Frühlings in der Opposition gegen den Einmarsch der Truppen des Warschauer Pakts aktiv. 1976 gehörte sie zu den Gründerinnen der feministischen Zeitschrift Courage. Seit 1990 arbeitet sie als Buchautorin, freie Filmemacherin und Hörfunkautorin mit dem Schwerpunkt Frauenrechte und Familie.

## Leben
Sibylle Plogstedt Mutter war Sekretärin und ihr Vater Jurist. Beide waren im 2. Weltkrieg in Riga für die deutsche Besatzung tätig. Sie studierte Sozialwissenschaften an der FU Berlin und war von 1965 bis 1969 Mitglied des Sozialistischen Deutscher Studentenbundes (SDS). Im Jahre 1968 war Plogstedt für eine Seminararbeit in Prag, als Truppen des Warschauer Pakts einmarschierten. Sie suchte Kontakt zu linken Prager Studenten und fand Petr Uhl, der gerade dabei war, die oppositionelle Gruppe Hnutí revoluční mládeže (Bewegung der Revolutionären Jugend) zu gründen. Zusammen mit Petr Uhl widersetzte sie sich dem Einmarsch der Warschauer-Pakt-Staaten in die ČSSR. Plogstedt war 24, als sie im Dezember 1969 von der Staatssicherheit der Tschechoslowakei mit der gesamten Gruppe verhaftet wurde. Sie wurde 1971 zu zweieinhalb Jahren Haft verurteilt und nach anderthalb Jahren aus der ČSSR ausgewiesen. Über ihre Inhaftierung in der ČSSR 1969 und ihre Verarbeitung des Traumas, ihre Erfahrungen vom Prager Frühling, über die Aktionen der westdeutschen Linken 1968 bis zur heutigen Debatte über den Umgang mit Geheimdienstakten schrieb Plogstedt 2001 das autobiografische Buch Im Netz der Gedichte. Gefangen in Prag nach 1968, das im Christoph Links Verlag veröffentlicht wurde. Das Buch ist auch in Tschechien herausgekommen. Der WDR strahlte dazu 2001 den Film Allein in der Zelle aus, gedreht von Sibylle Plogstedt und Peter Sommer.
Nach ihrer Rückkehr nach West-Berlin beteiligte sich Plogstedt an der Herausgabe der Zeitschrift Informační materiály, die im Untergrund in der ČSSR verteilt wurde. Sie war aktiv in Studentenstreiks und zeitweise Mitglied in der trotzkistischen Gruppe Internationale Marxisten (GIM). Sie durfte 20 Jahre nicht in die ČSSR einreisen. 1976 musste sie nach zweijähriger Tätigkeit auf Grund des Radikalenerlasses ihre Arbeit am Osteuropa-Institut der FU Berlin beenden. In Prag wurde sie nach der samtenen Revolution als politischer Häftling anerkannt.
1976 gründete Plogstedt die Berliner feministische Frauenzeitschrift Courage gemeinsam mit Sabine Zurmühl und einer Gruppe von Frauen aus dem Berliner Frauenzentrum. Die Zeitung, die zum Sprachrohr der autonomen Frauenbewegung wurde, existierte acht Jahre lang. Nach dem Konkurs der Courage im Jahr 1984 ging sie 1986 nach Bonn zur SPD-Zeitschrift Vorwärts. Sie gehört zu den Gründerinnen vom Journalistinnenbund und von Solwodi, der Hilfsorganisation von Sr. Lea Ackermann. In Bonn war sie jahrelang im Vorstand des Frauenmuseums aktiv.
Als 1990 der Vorwärts zur Mitgliederzeitschrift wurde und fast die gesamte Redaktion entlassen wurde, machte sie sich als freiberufliche Journalistin selbständig. Seither arbeitet sie als Buchautorin, freie Filmemacherin und Hörfunkautorin. Sie publizierte unter anderem zum Thema sexuelle Belästigung am Arbeitsplatz mehrere Bücher und Ratgeber. Zur Geschichte der Frauenprojekte und -kollektive veröffentlichte sie Frauenbetriebe: Vom Kollektiv zur Einzelunternehmerin.
Als Filmemacherin stammen von ihr mehrere lange Dokumentationen zum Thema Kindesverwahrlosung. Weitere Filmthemen waren Frauenhandel, Kinderpornografie, Kindesentführung und ein autobiografischer Film über die Haft in Prag.
Plogstedt gründete 1998 mit einer Gruppe von Frauen in Groß Heide (Dannenberg) das „Archiv der unveröffentlichten Texte“ und führt regelmäßig Veranstaltungen durch.
Seit 2024 ist sie Vorsitzende des Vereins Frauen.Politik in Niedersachsen.

## Auszeichnungen
- 2011 Hedwig-Dohm-Urkunde des Journalistinnenbundes für ihr Lebenswerk.[3]
- 2011 Einheitspreis/Bürgerpreis zur Deutschen Einheit der Bundeszentrale für Politische Bildung.[4]
- 2024 Ehrenurkunde der Stadt Dannenberg, gemeinsam mit den Frauen des Archivs der unveröffentlichten Texte.

## Werke (Auswahl)
- Der Kampf des vietnamesischen Volkes und die Globalstrategie des Imperialismus. Internationaler Vietnam-Kongreß, 17./18. Februar 1968, West-Berlin. Hrsg. vom SDS Westberlin und dem Internationalen Nachrichten- und Forschungs-Institut (INFI). Redaktion: Sibylle Plogstedt. Berlin 1968.
- Max Borin, Vera Plogen [Pseudonyme für Richard Szklorz und Sibylle Plogstedt]: Management und Selbstverwaltung in der CSSR. Verlag Klaus Wagenbach, Berlin 1970.
- Die Internationale. Theoretische Zeitschrift der GIM Gruppe Internationale Marxisten. Nr. 1, 1973, Nr. 16/1981, Hamburg/Frankfurt: ISP, ca. 150 Seiten je Heft
- Am Beispiel der CSSR. In: Hans Magnus Enzensberger, Karl Markus Michel (Hrsg.): Der Sozialismus als Staatsmacht: Ein Dilemma und fünf Berichte, Kursbuch  30, Verlag Wagenbach, Berlin 1972.
- mit Klaus Eschen, Renate Sami, Victor Serge: Wie man gegen Polizei und Justiz die Nerven behält. Rotbuch-Verlag, Berlin 1973.
- Arbeitskämpfe in der sowjetischen Industrie (1917–1933). Zugleich: Dissertation, Freie Universität Berlin, Fachbereich 11 - Philosophie u. Sozialwissenschaft. 1979, Campus-Verlag, Frankfurt am Main, New York 1980, ISBN 3-593-32687-6.
- Sexualität. Mit Beiträgen von Sarah Schumann, Ginka Steinwachs, Karin Reschke, Peggy Parnass, Anna Rheinsberg, Elisabeth Lenk, Sibylle Plogstedt, u. a. Courage-Sonderheft 5. Courage, Berlin 1981.
- Ruth-Esther Geiger, Anna Johannesson (Hrsg.): Nicht friedlich und nicht still. Streitschriften von Frauen zu Krieg und Gewalt. Mit Beiträgen von Peggy Parnass/Luc Jochimsen, Ulrike Marie Meinhof, Helke Sander, Sibylle Plogstedt, Helga Braun, Anna Dorothea Brockmann, Lottemi Doormann, Hanne-Margret Birckenbach, Eva-Maria Epple, Herrad Schenk, Elke Leuschner und Petra Kelly. Frauenbuchverlag, München 1982.
- mit Kathleen Bode: Übergriffe. Sexuelle Belästigung in Büros und Betrieben. Eine Dokumentation der grünen Frauen im Bundestag. Rowohlt, Reinbek bei Hamburg 1984, ISBN 3-499-15353-X.
- mit Klaus Bertelsmann: Sexuelle Belästigung am Arbeitsplatz. DGB Bundesvorstand, Düsseldorf 1988.
- Monika Holzbecher, Anne Braszeit, Ursula Müller, Sibylle Plogstedt: Sexuelle Belästigung am Arbeitsplatz. Schriftenreihe des Bundesministers für Jugend, Familie, Frauen und Gesundheit. Kohlhammer, Stuttgart, Berlin, Köln 1991.
- mit Barbara Degen: Nein heißt nein!  DGB-Ratgeber gegen sexuelle Belästigung am Arbeitsplatz. Piper, München/Zürich 1992, ISBN 3-492-11696-5 (Serie Piper; Band 1696: Frauen).
- mit Rita Rußland: Sucht, Alkohol und Medikamente in der Arbeitswelt. Fischer-Taschenbuch-Verlag, Frankfurt am Main 1987, ISBN 3-596-23368-2.
- Niemandstochter. Auf der Suche nach dem Vater. Piper, München/Zürich 1991, ISBN 3-492-11330-3 (Serie Piper; Band 1330: Frauen).
- Im Netz der Gedichte. Gefangen in Prag nach 1968. Ch. Links Verlag, Berlin 2001, ISBN 3-86153-237-9. Neu erschienen 2018 im Ulrike HELMER Verlag, ISBN 978-3-89741-416-7.
- V síti dejin. Zatcena v Praze po roce 1968. [Z nemeckého orig. prel. Josef Solar a Zbynek Fiser]. Doplnek, Brno 2002, ISBN 80-7239-127-5 (Edice osudêu; sv. 14) Einheitssachtitel: Im Netz der Gedichte (tschechisch)
- Frauenbetriebe. Vom Kollektiv zur Einzelunternehmerin. Helmer, Königstein/Taunus 2006, ISBN 3-89741-196-2.
- Erbenstreit und Mediation. 21 Familienkonflikte. Ulrike Helmer Verlag, Königstein/Taunus 2008, ISBN 978-3-89741-266-8.
- Knastmauke. Das Schicksal von politischen Häftlingen der DDR nach der deutschen Wiedervereinigung. Psychosozial-Verlag, Gießen 2010, ISBN 978-3-8379-2094-9.
- Abenteuer Erben. 25 Familienkonflikte. Reclam-Verlag, Ditzingen 2011.
- Wir haben Geschichte geschrieben. Zur Arbeit der DGB-Frauen 1945–1990. Psychosozial Verlag, Giessen 2013. ISBN 978-3-8379-2318-6
- Mit vereinten Kräften. Die Gleichstellungsarbeit der DGB-Frauen in Ost und West. 1990–2010. Psychosozialverlag, Giessen 2015.
- Im Netz der Gedichte – Gefangen in Prag nach 1968. Ulrike Helmer Verlag 2018.
- Erbenstreit. 25 Familienfälle. U. Helmer 2018.
- Warum hat das niemand erzählt? Vom Entdecken meiner unbekannten Großfamilie zwischen Riga, Königsberg, Prag und Berlin. Sulzbach am Taunus, U. Helmer 2024.